# Calella de Palafrugell
Calella de Palafrugell est un hameau de Palafrugell, commune de la comarque de Baix Empordà dans la province de Gérone en Catalogne (Espagne).

## Histoire
Ancien village de pêcheurs, Calella de Palafrugell a conservé une architecture d'époque avec d'anciennes maisons ornées de porches et d'arches qui bordent le littoral de la mer Méditerranée. Le village de Calella de Palafrugell est le plus authentique. C’est un ancien village de pêcheurs avec sa magnifique plage et ses maisons de toutes les couleurs dont certaines à arcades. Ce lieu est réputé pour la préservation de ses plages ainsi que de ses zones rurales. Les multiples criques qui jonchent la côte, les rues étroites et les maisons aux toits en tuile inclinés sont caractéristiques du village.
Pendant la saison estivale, le village connaît une forte fréquentation. Il fut l'un des premiers centres touristiques de la Costa Brava.
À l'année, on recensait à Calella de Palafrugell 701 habitants en 2014.

## Tourisme
Calella de Palafrugell possède diverses plages, de Golfet jusqu'à Canadell, en passant par Port Pelegri.
Un chemin de ronde traverse le village et relie aussi bien les bourgs avoisinants comme Llafranc et Tamariu que les jardins du Cap Roig qui accueillent durant la période estivale un festival de musique.
Chaque premier samedi de juillet à Calella de Palafrugell a lieu la Cantada d'Habaneras, qui repose sur la tradition de chants mélancoliques et romantiques autrefois interprétés par les pêcheurs. Cette pratique est très populaire en Catalogne.
À l’église de Sant Pere se tient chaque année le Cycle de Concerts d’Eté organisé par les Joventuts Musicals de Palafrugell.
La plage Platja Canadell est tout proche du centre ville de Calella de Palafrugell. C'est l'une des plages principale du village. La plage del Canadell est petite et familiale. Elle a une longueur de 200 mètres et à environ 27 mètres de large. Le sable est un peu granuleux.

## Galerie de photos

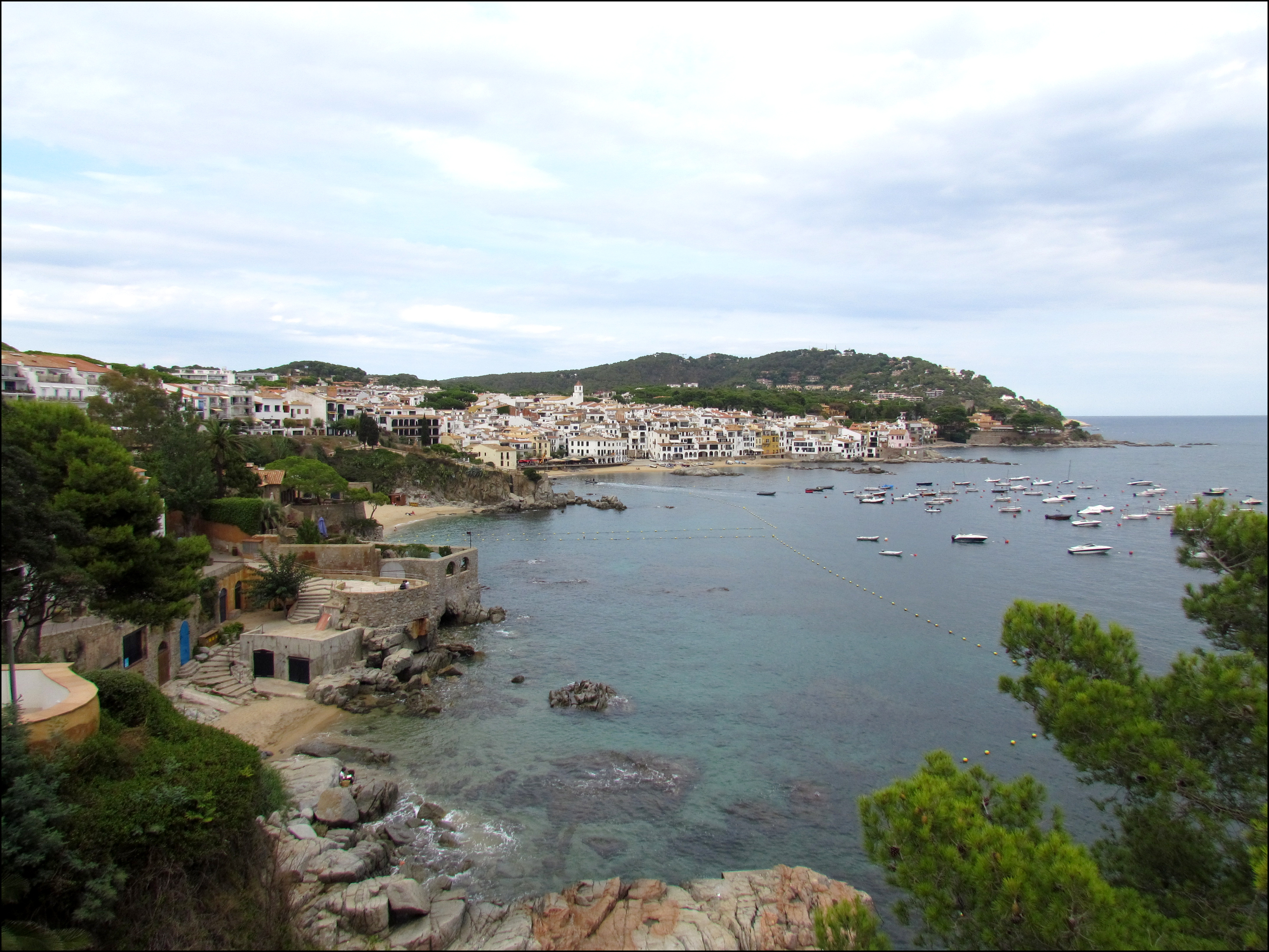
Vue générale.
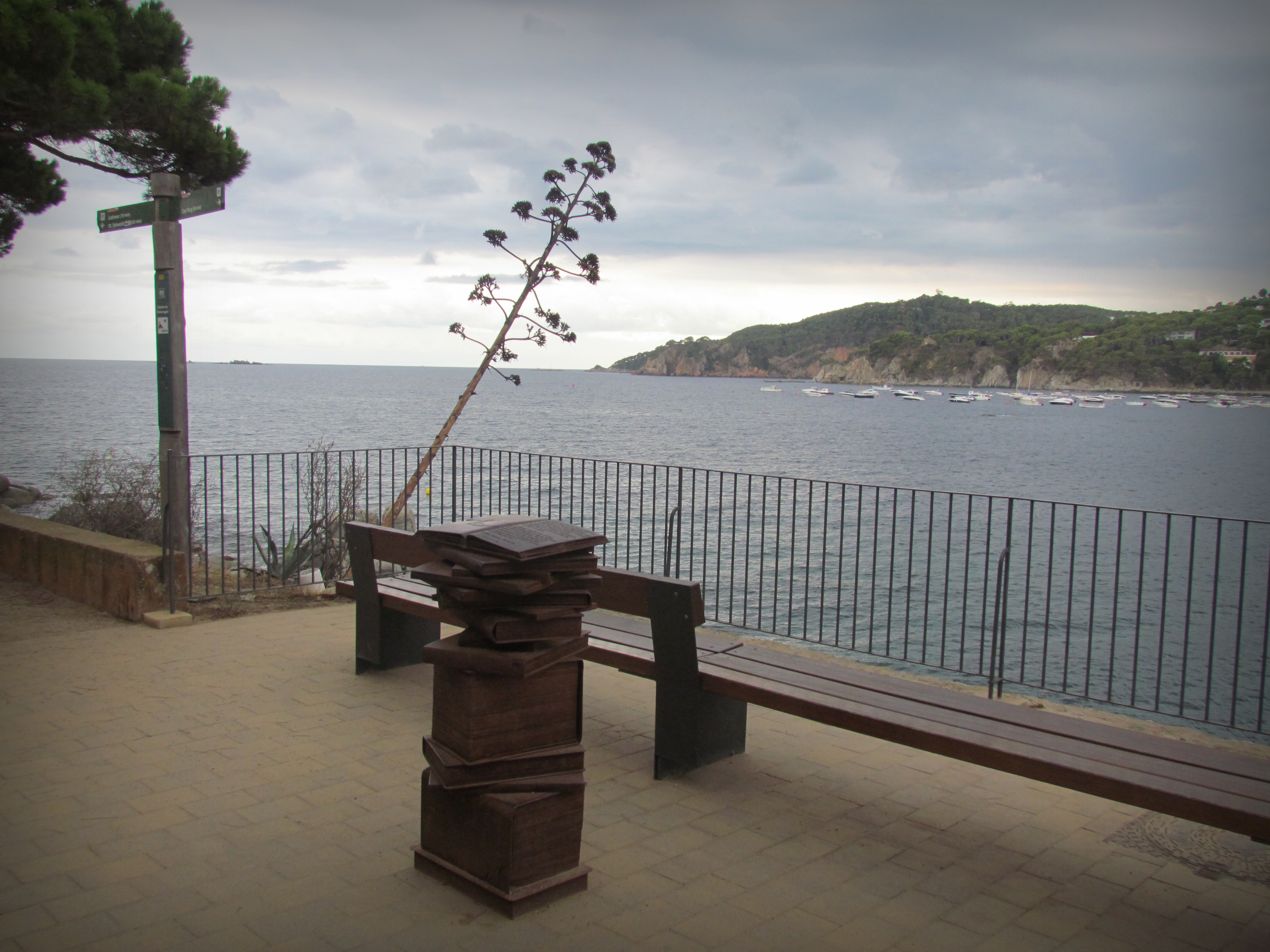
Vue sur le littoral.
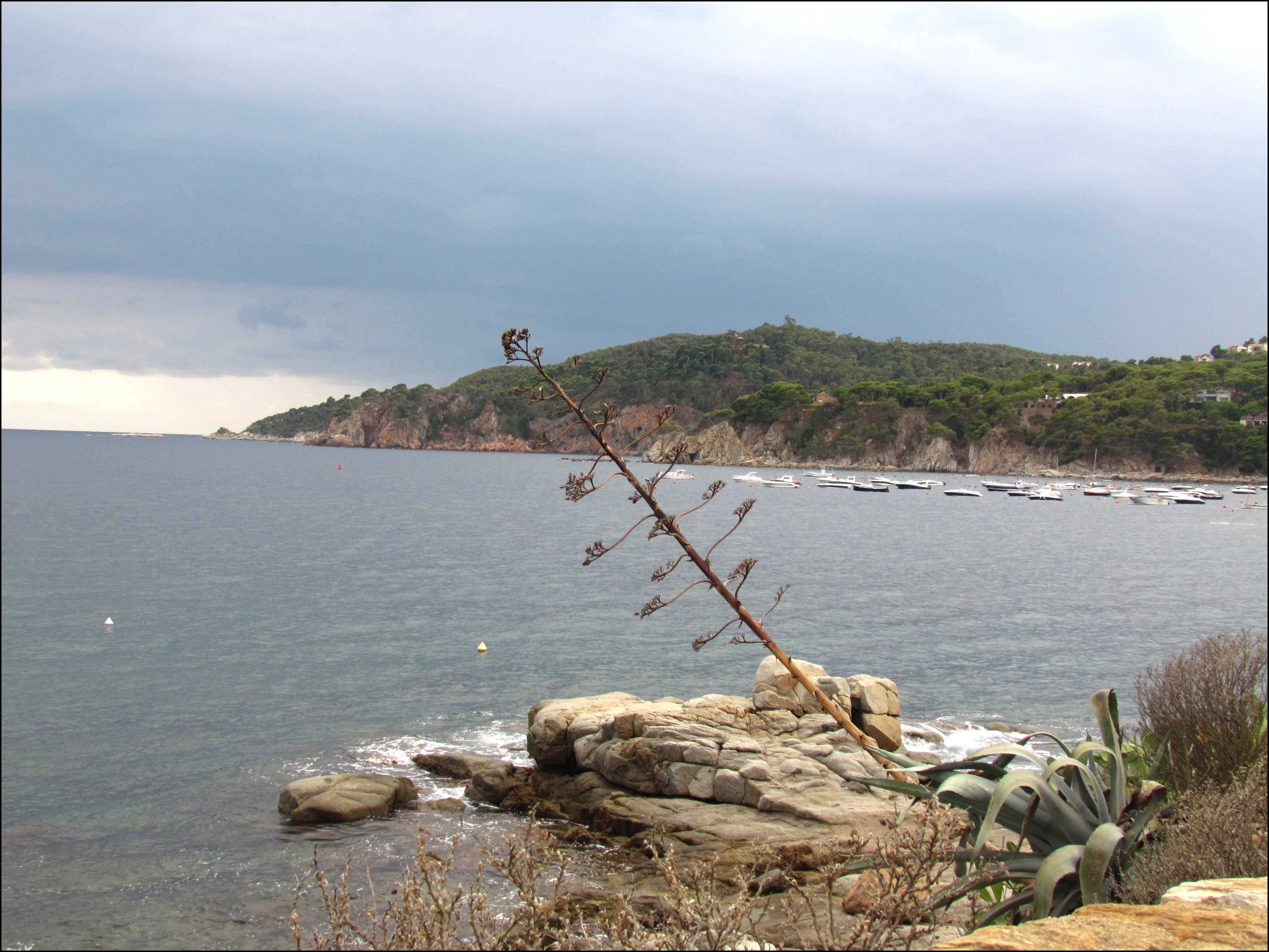
Vue sur le littoral.
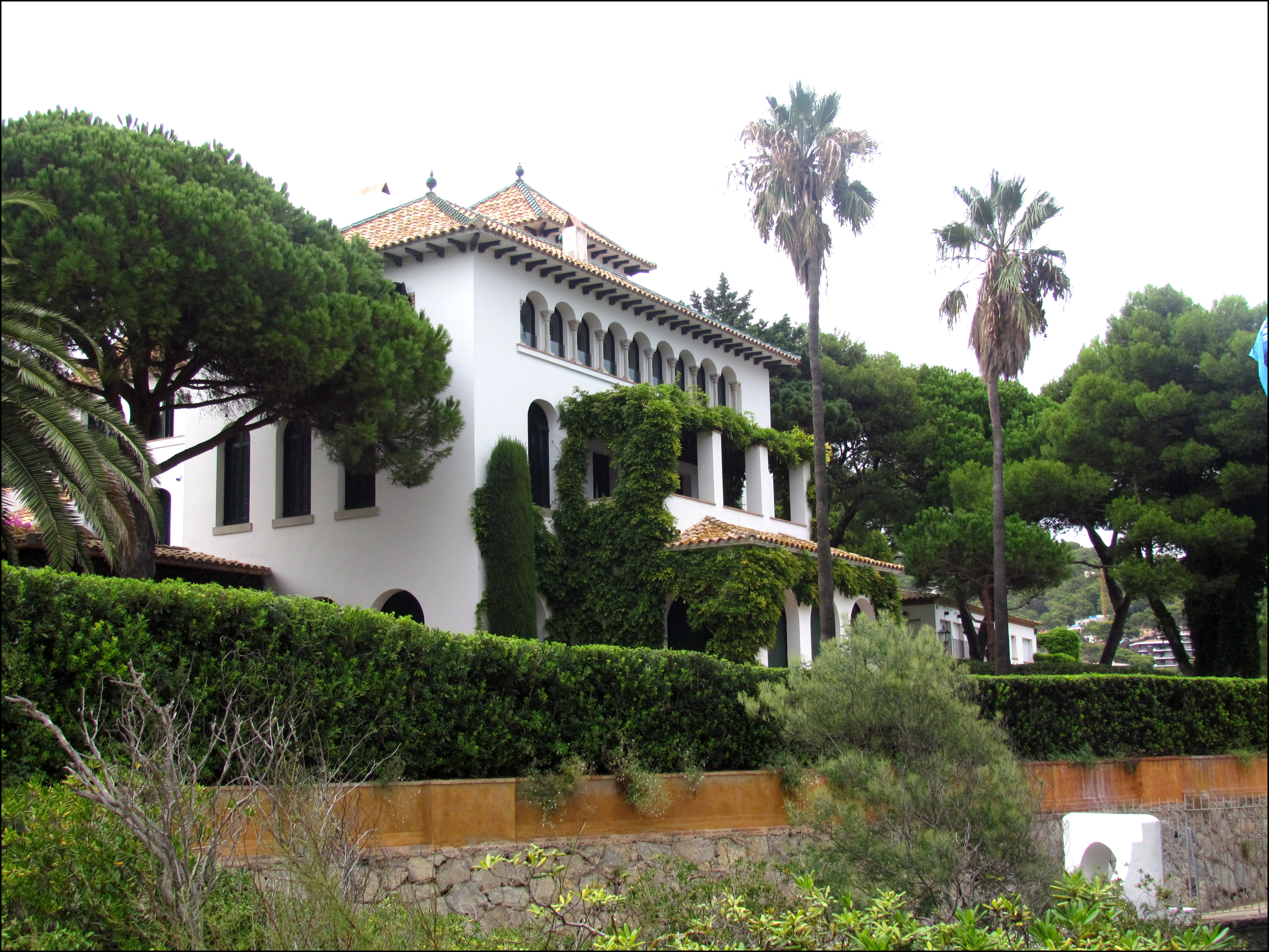
Belle propriété à proximité du littoral.
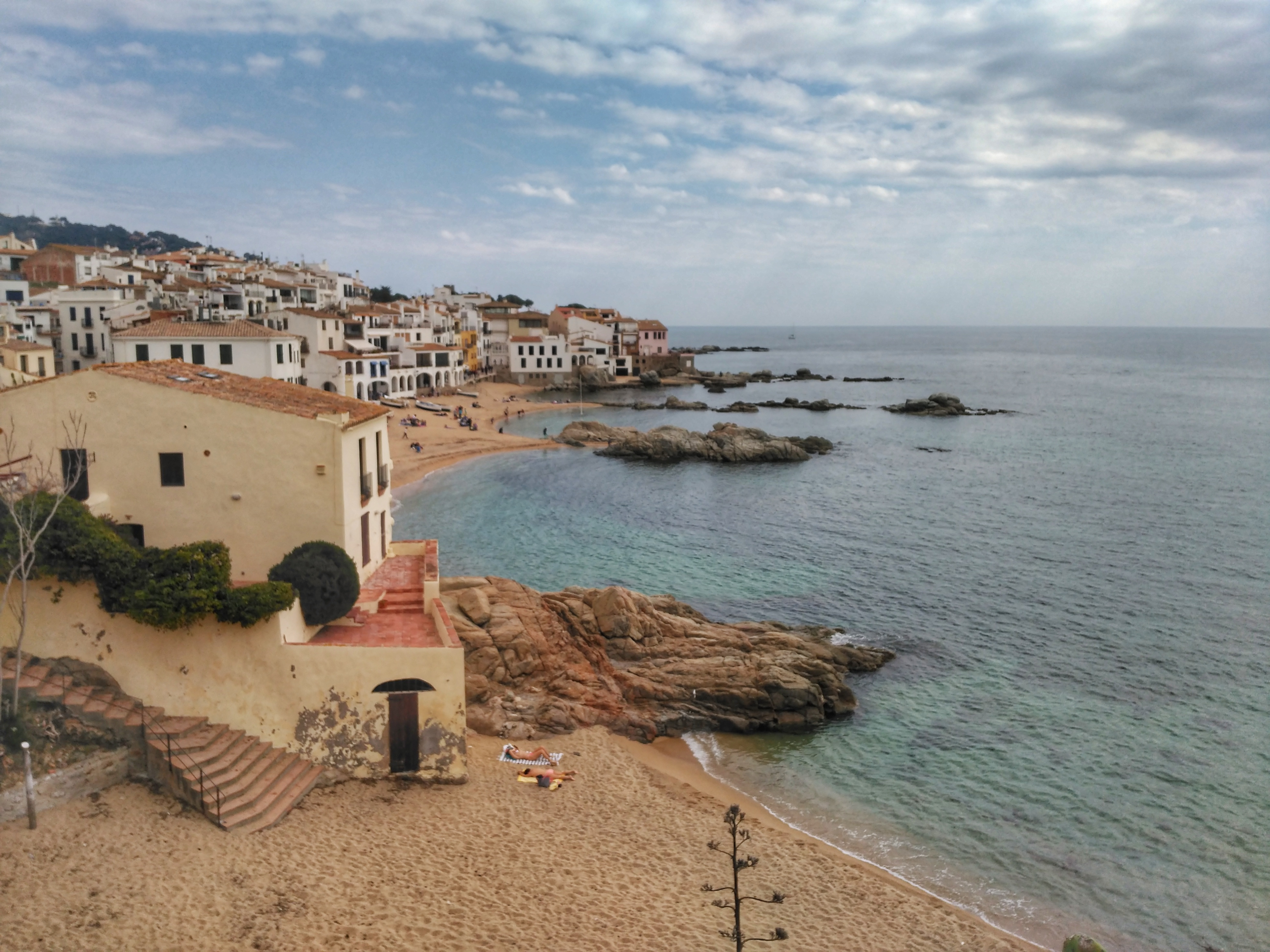
Plages.